# Knjižnice Vladimira Nazora
Knjižnice Vladimira Nazora jedinstvena je samostalna ustanova u Zagrebu koja pripada redu narodnih knjižnica, a djeluje kroz mrežu knjižnica i čitaonica na području Črnomerca i Susedgrada.

## Popis knjižnica
- Knjižnica Vladimira Nazora
- Središnja knjižnica
- Dječja knjižnica
- Čitaonica i Galerija VN
- Knjižnica za djecu i odrasle Kajfešov brijeg
- Knjižnica za odrasle Kustošija
- Knjižnica za djecu Kustošija
- Čitaonica Kustošija
- Knjižnica za djecu i odrasle Vrapče
- Knjižna stanica Gornje Vrapče
- Knjižnica za djecu i odrasle Gajnice
- Odjel za aktivnosti djece i mladeži, Gajnice
- Knjižnica za djecu i odrasle Špansko-sjever
- Knjižnica za djecu i odrasle Špansko-jug
- Knjižnica za djecu i odrasle Podsused

## Vanjske poveznice
- Knjižnice Vladimira Nazora  Arhivirana inačica izvorne stranice od 7. rujna 2011. (Wayback Machine) – online katalog i rezervacije (osim lektira)